# Širom (groupe)
 (janvier 2023).
Širom est un groupe musical slovène fondé en 2015 et composé d' Iztok Koren ( banjo, grosse caisse, cloches, balafon), Ana Kravanja ( violon, alto, rabâb, kalimba, bendir, balafon) et Samo Kutin ( ukulélé, kalimba, tambourin, harpe, balafon, objets sonores).
Širom joue une musique d'inspiration folklorique combinant des instruments artisanaux et d'origines diverses avec une exploration sonore audacieuse s'émancipant des traditions et de la géographie.
Les membres du trio viennent de Prekmurje, de la région de Tolmin et du plateau karstique. Leur travail est connu pour la fusion de la musique polyphonique et psychédélique avec des éléments folkloriques, classiques et improvisés. Leur premier album est sorti en 2016.
Leur chanson « Trilogy »  a été élue « Song of the Day » de la radio KEXP de Seattle en mars 2017.
En janvier 2023, le groupe entame une tournée de 22 dates en Europe occidentale, ce qui lui vaut entre autres un article dans The Guardian.

## Discographie
- 2016: I.
- 2017: I Can Be a Clay Snapper
- 2019: A Universe that Roasts Blossoms for a Horse
- 2022: The Liquified Throne of Simplicity